# Tóra Sigmundsdóttir
Tóra Sigmundsdóttir (Norvégia, 979 – Feröer, ?) a feröeri viking főnök, Sigmundur Brestisson lánya. Anyja Turið Torkilsdóttir, Sigmundur szeretője, majd felesége. A források szerint nem különösebben szép, de bölcs asszony volt.

## Pályafutása

### Fiatalkora
Apja, Sigmundur Brestisson és unokatestvére norvégiai száműzetésük idején úton voltak Lade felé, amikor eltévedtek a hegyekben. Egy gazda és a családja fogadta be őket. Öt évig (979-ig) maradtak nála, mielőtt továbbindultak volna. A gazda lánya, Turið Torkilsdóttir ezalatt várandós lett Sigmundurtól. Még azon a nyáron megszületett Tóra, aki ezután anyjával élt, amíg végül szülei 986-ban Haakon Jarl udvarában összeházasodtak, és Sigmundur házában telepedtek le a feröeri Skúvoy szigetén.
Tórának az évek során négy öccse született: Tórálvur, Steingrímur, Brandur és Heri. 1005-ben hatalmi harcok következtében rájuk gyújtották a skúvoyi házat, apját pedig – bár úszva el tudott menekülni ellenségei elől – egy paraszt aranygyűrűjéért megölte.

### Házassága
A harc után Sigmundur fő ellenfele, Tróndur és nevelt fia, Leivur Øssursson maradtak Feröer egyedüli urai. Megbékélést kerestek Sigmundur özvegyével, Turiðdal és fiaival, de ők nem fogadták el a közeledést. Később Tróndur Leivur nevében megkérte Tóra kezét, aki azt a feltételt szabta, hogy kutassa fel apja gyilkosát. Tróndur meg is találta a gyilkosokat, és felakasztotta őket. 1010 körül így Leivur elvette Tórát, és letelepedett ősei birtokán, Hovban, a két rivális család pedig kibékült.
Bátyját, Tórálvurt Tróndur három unokaöccse 1027-ben meggyilkolta. Egyikük a következő évben a király adószedőjét is megölte. 1029-ben Tróndur és unokaöccsei az Althingen fegyverrel szereztek érvényt annak, hogy Tróndur felmentse rokonait a vádak alól. Feröert három részre osztotta: egyet ő, egyet Leivur, egyet pedig Sigmundur fiai kaptak. Tróndur azt is felajánlotta, hogy Leivur és Tóra hároméves fiát, Sigmundot magához veszi. Leivur feleségére bízta a döntést, aki beleegyezett.
Tróndur egyik unokaöccse később Tóri Beinirsson fiát, Leivurt is megölte. Tóra és anyósa, Turið ekkor már nyomást gyakoroltak Leivurra, hogy bosszulja meg az őket ért sérelmeket. Előbb azonban ki kellett menekíteniük fiukat, Sigmundot Tróndur házából, ami csellel sikerült is. 1035-ben aztán Leivur bosszút állt, és megölte a három fivért, az idős és beteg Tróndur pedig a rokonai elvesztése fölötti gyászba és fájdalomba halt bele.
Leivur valamikor I. (Jóságos) Magnus norvég király uralkodása alatt, azaz 1047 előtt halt meg. Helyét fia, Sigmund vette át, és Tóra is az ő suðuroyi házában élt haláláig.